# Église Sainte-Marie de Rostock
Pour les articles homonymes, voir église Sainte-Marie et Marienkirche.
L'église Sainte-Marie ou Notre-Dame (en allemand Marienkirche) est une église luthérienne de la ville hanséatique de Rostock en Allemagne. Elle est typique des églises de briques de style gothique baltique du XIIIe siècle qu'on rencontre dans de nombreuses villes hanséatiques d'Europe du Nord. Elle a un plan basilical à trois nefs. 
Elle a sévèrement été endommagée par les bombardements anglais de la fin de la Seconde Guerre mondiale et restaurée. Son clocher a été achevé au XVIIIe siècle. C'est une église luthérienne depuis la réforme de 1531.
Elle abrite de nombreuses œuvres remarquables, dont une horloge astronomique, des fonts baptismaux en bronze de 1290 et des orgues baroques de 1770.

## Galerie

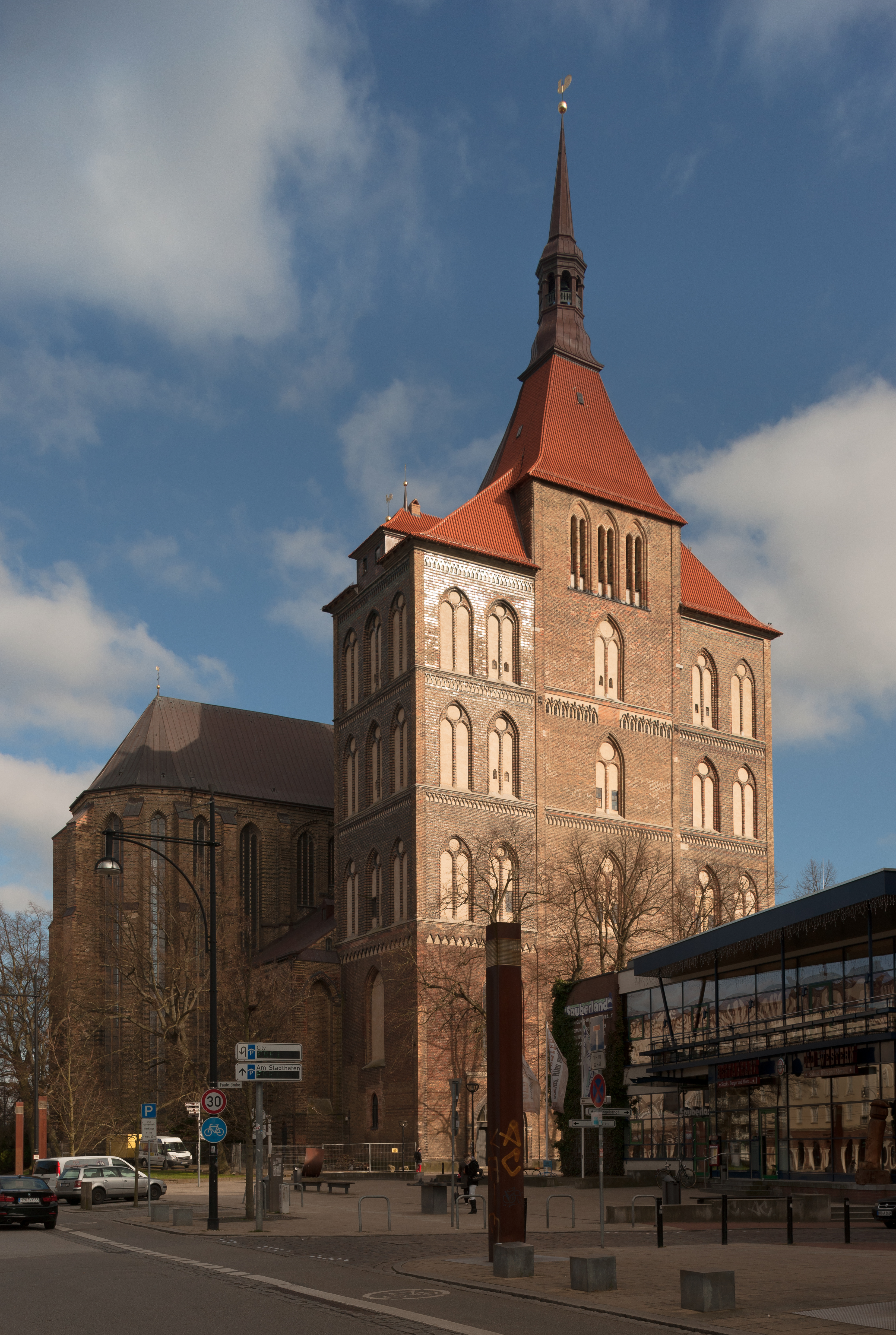
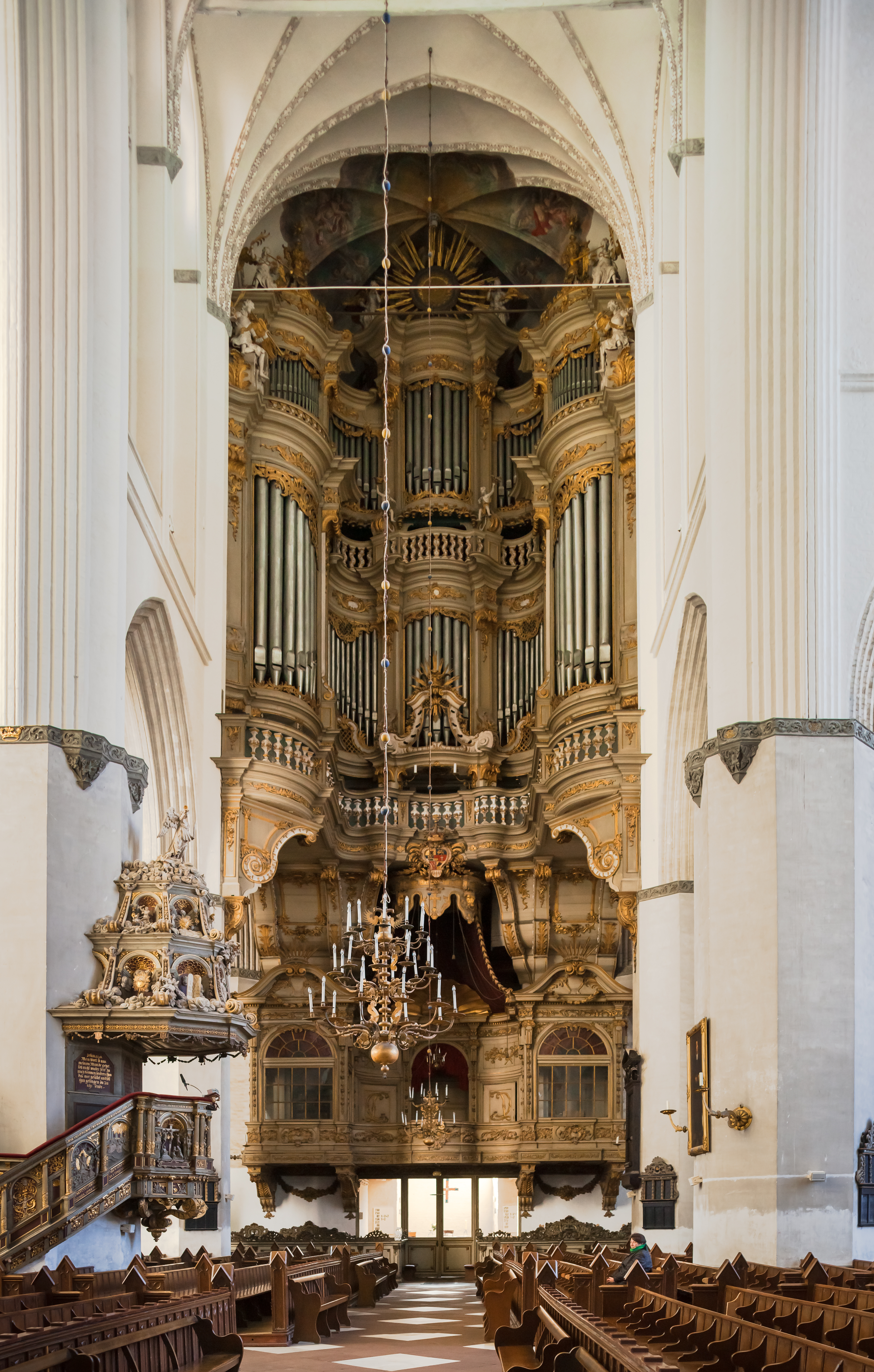
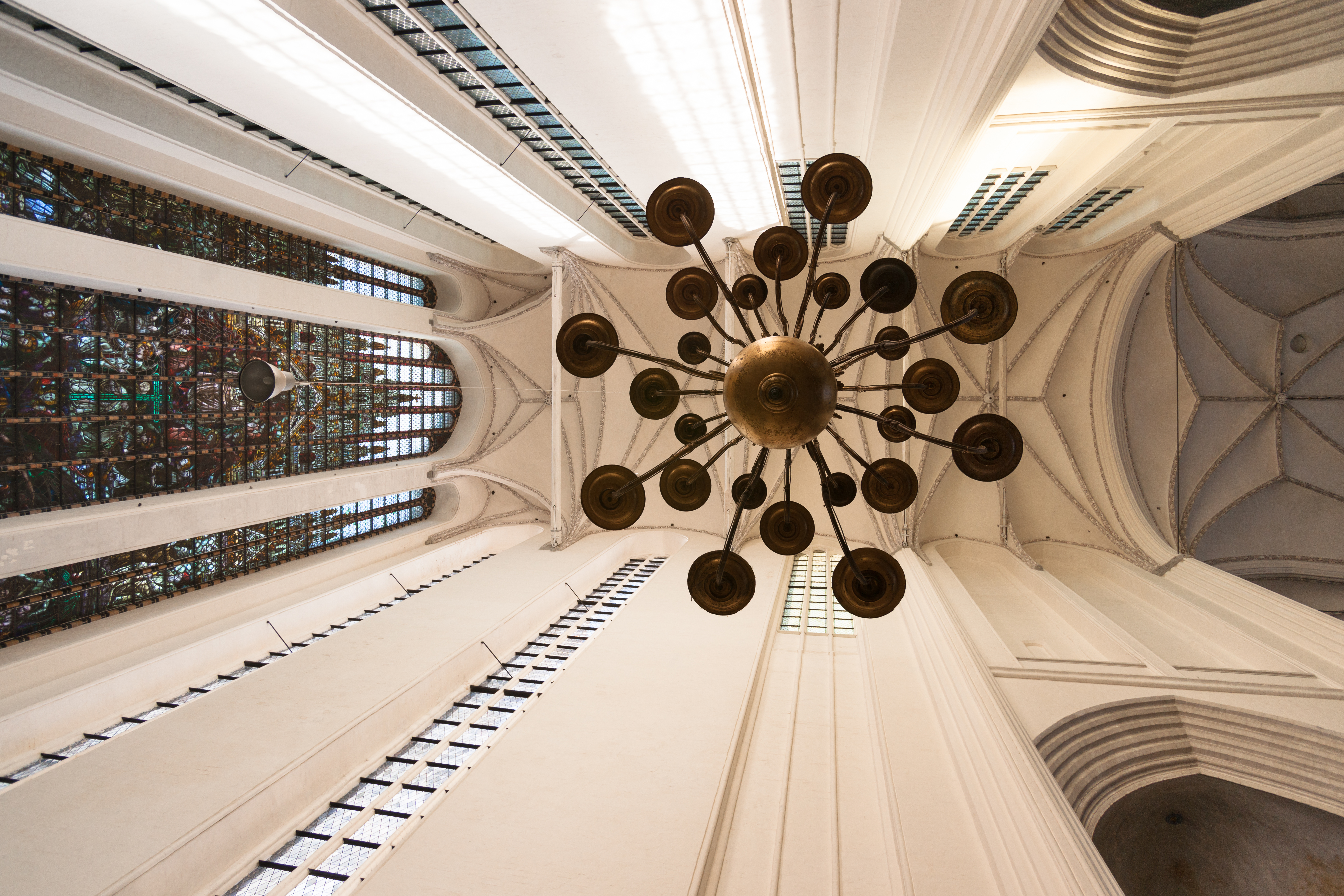
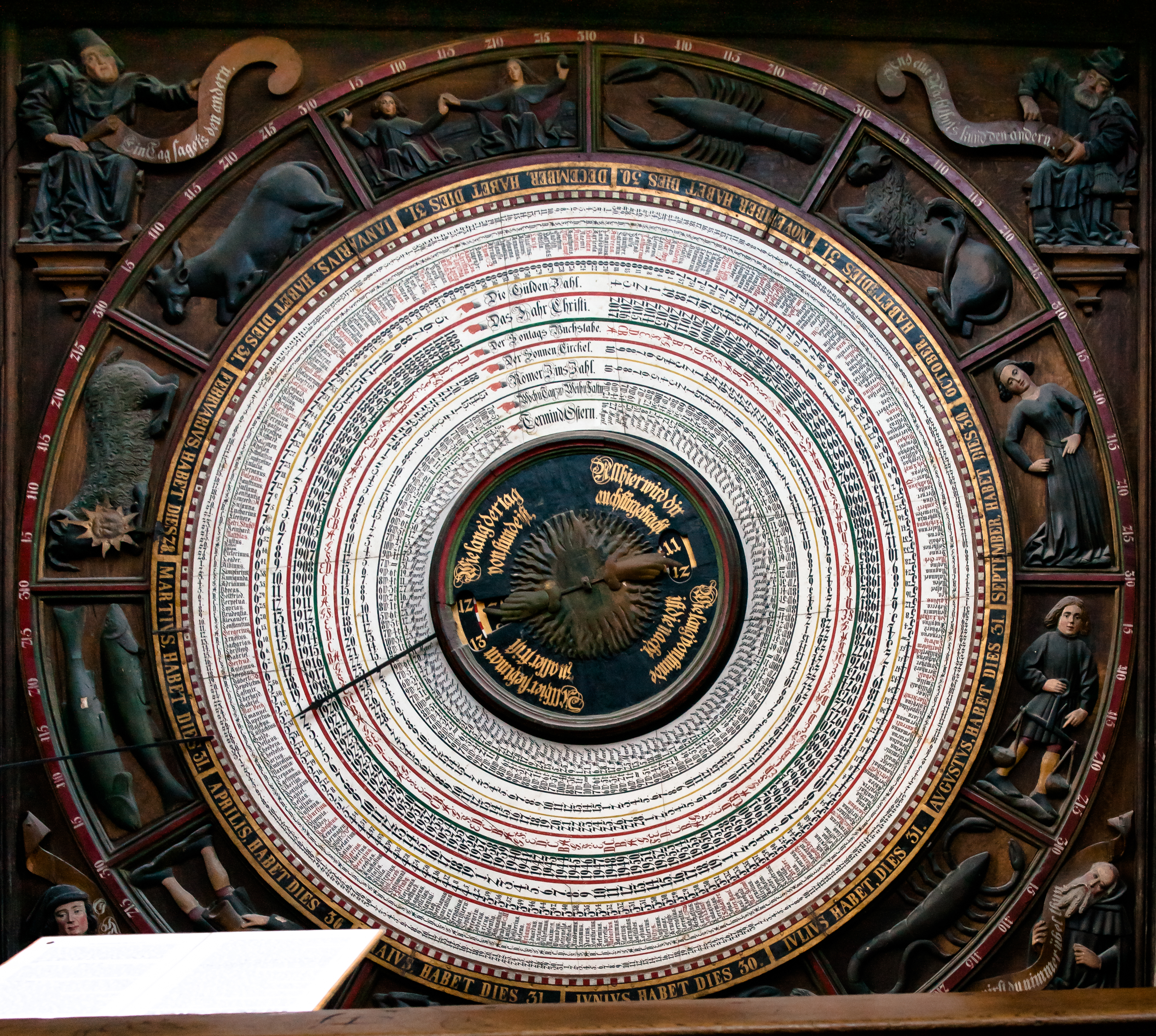
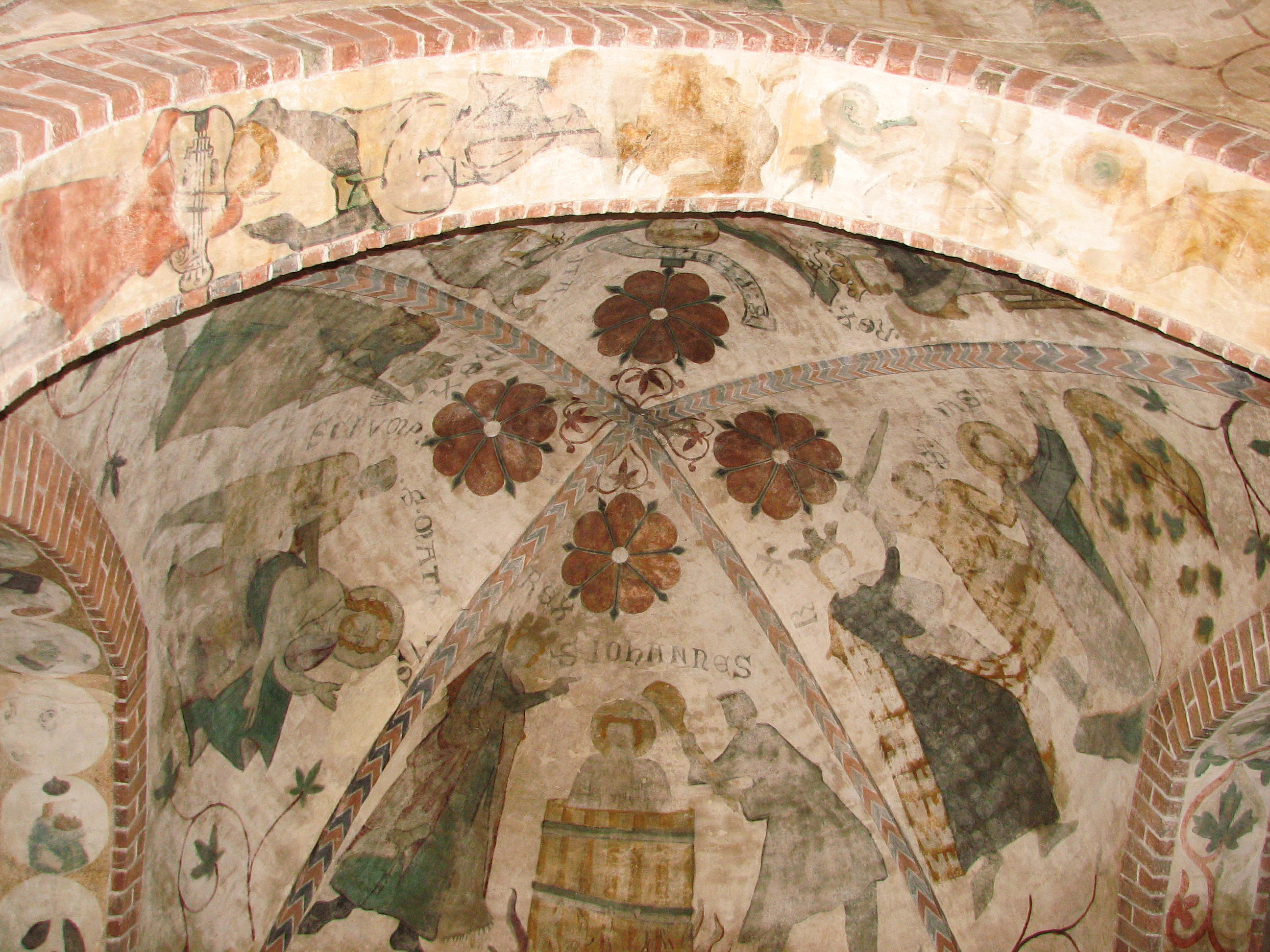
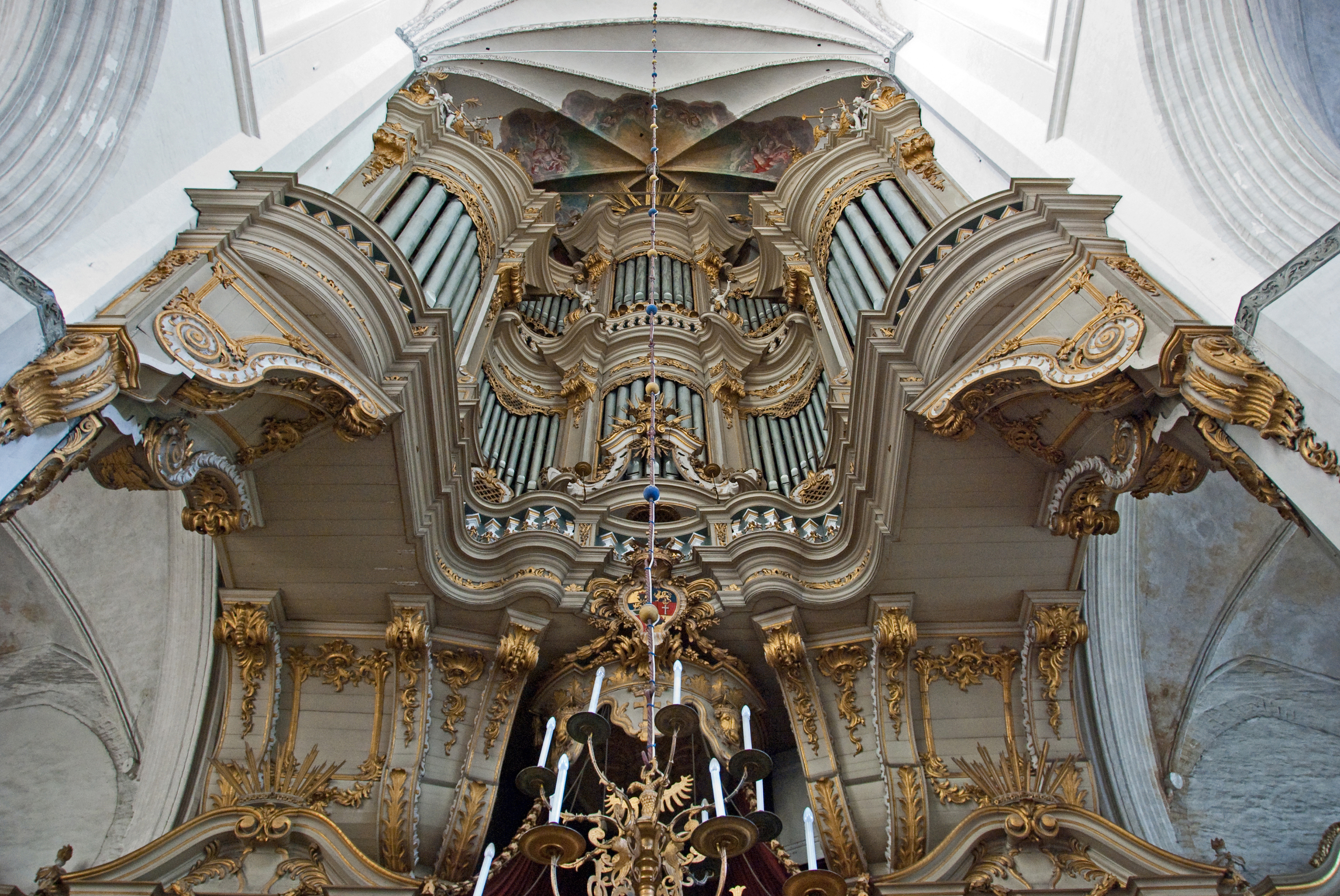
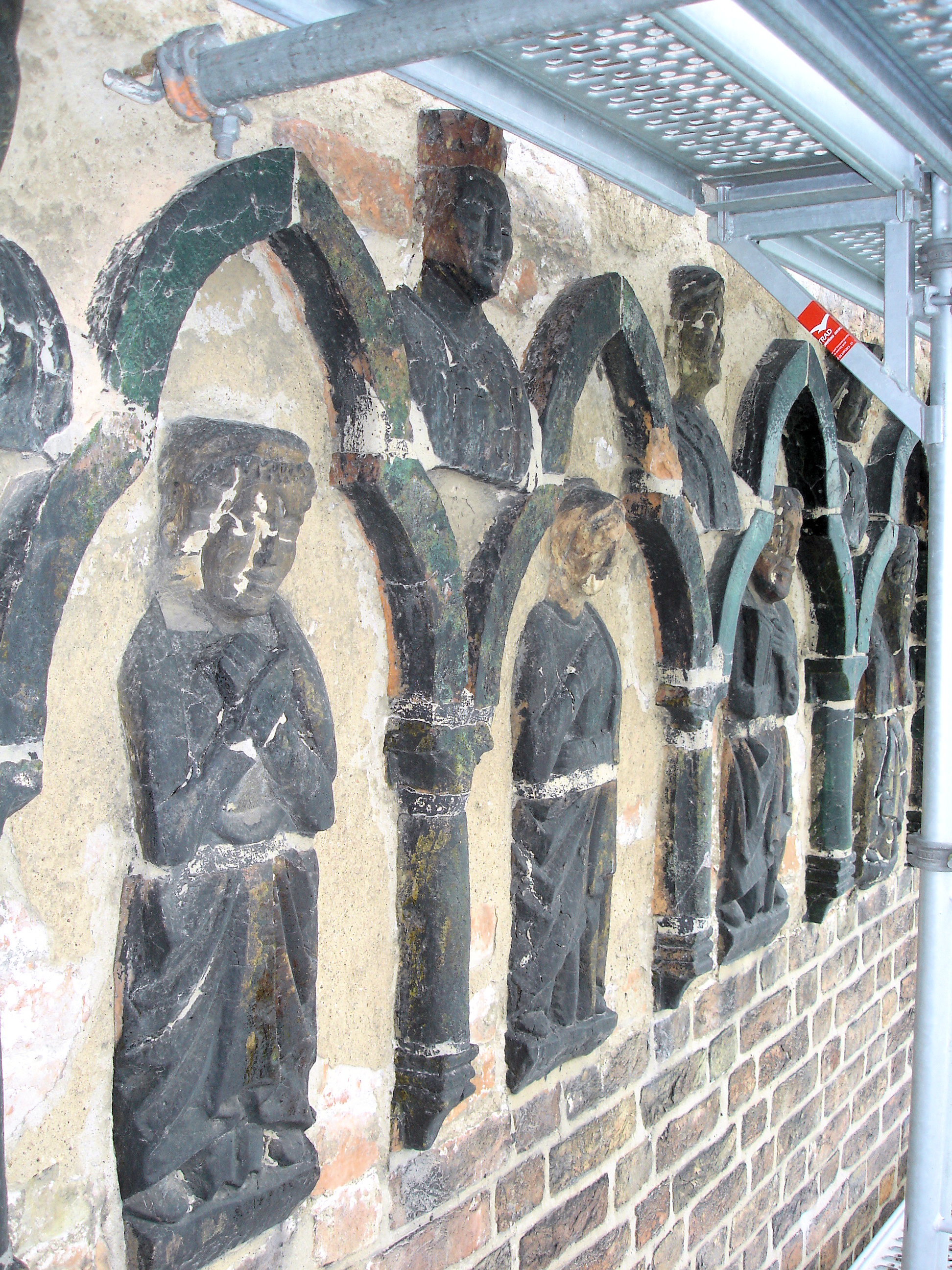
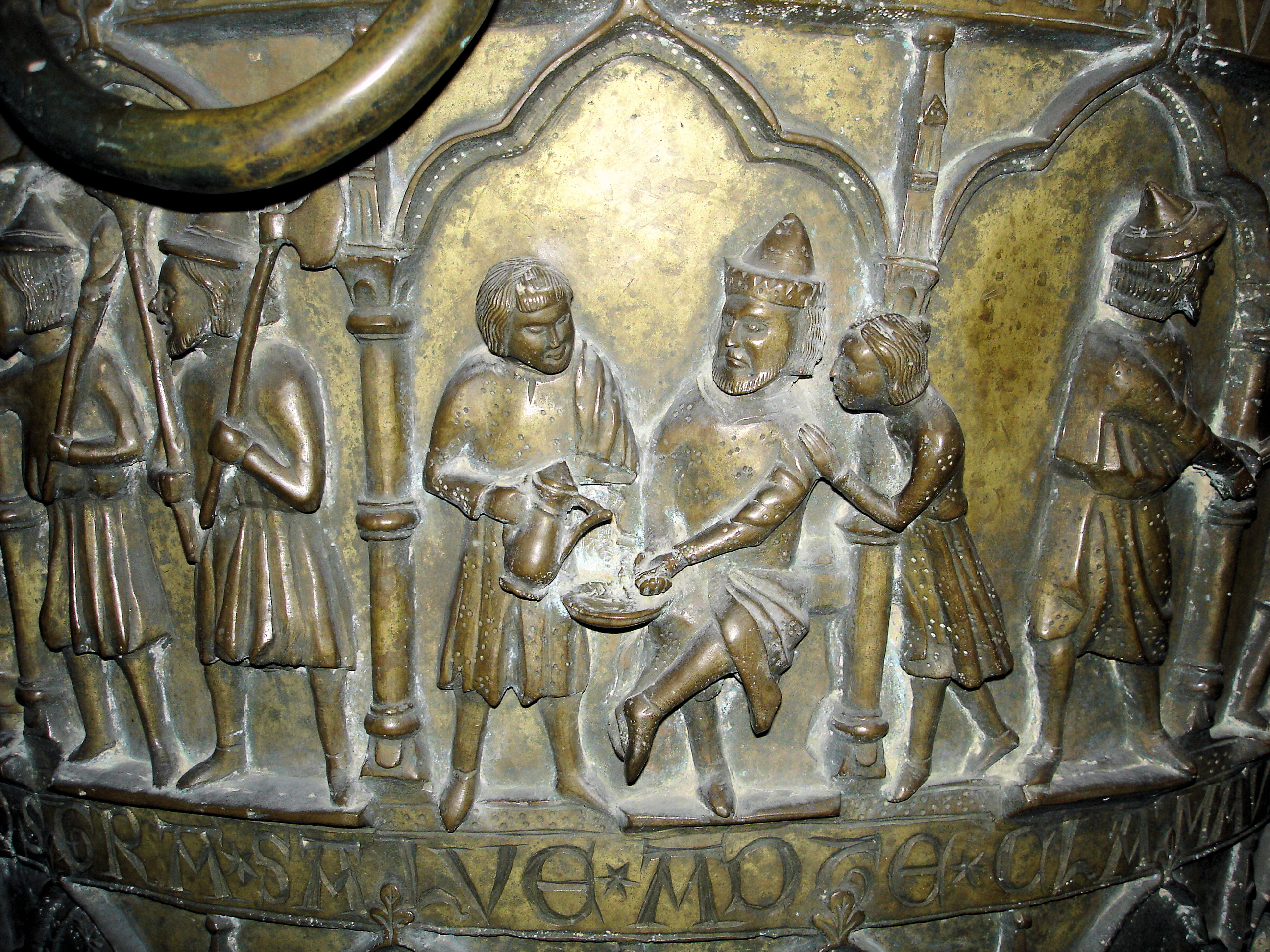
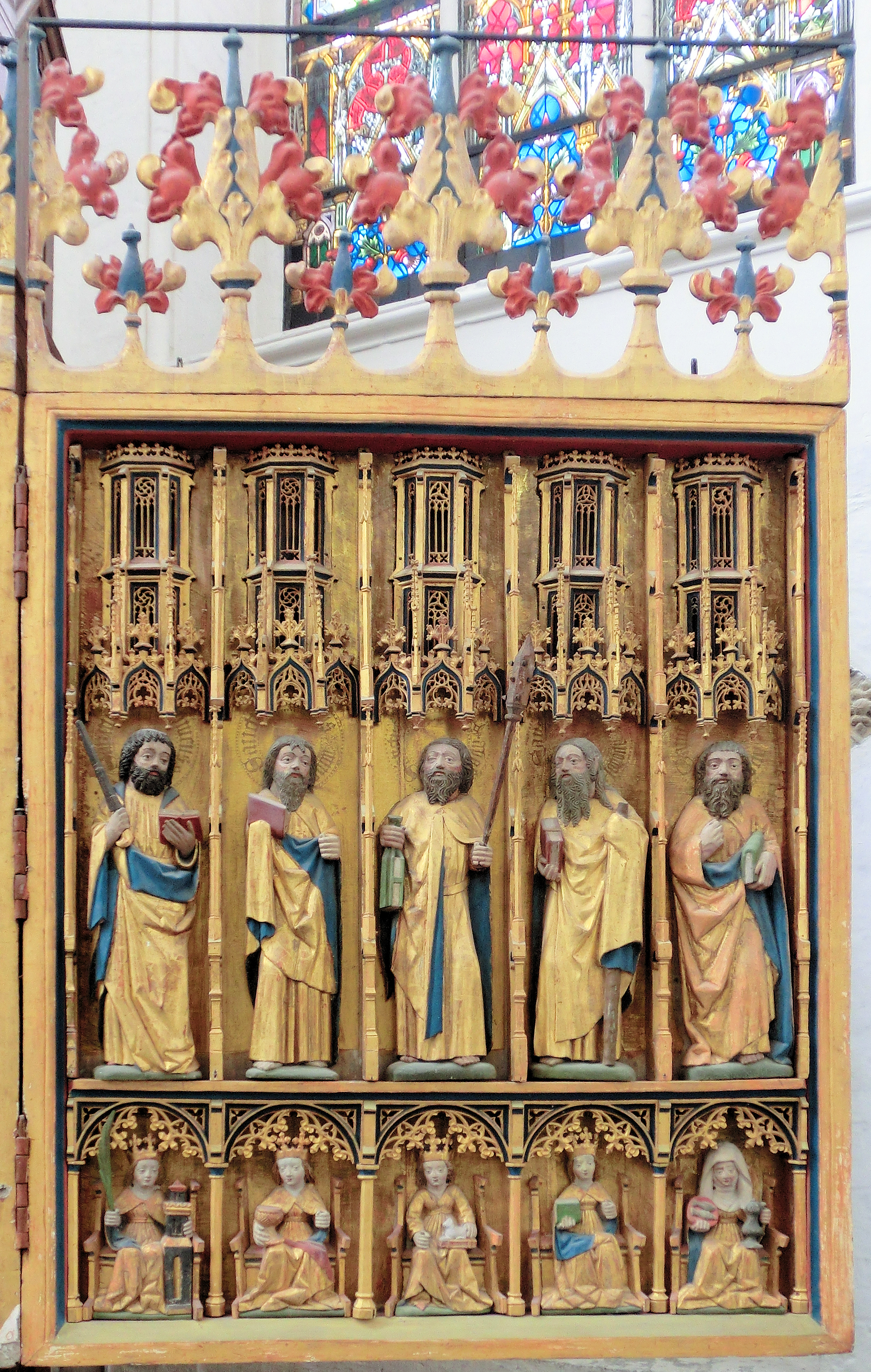
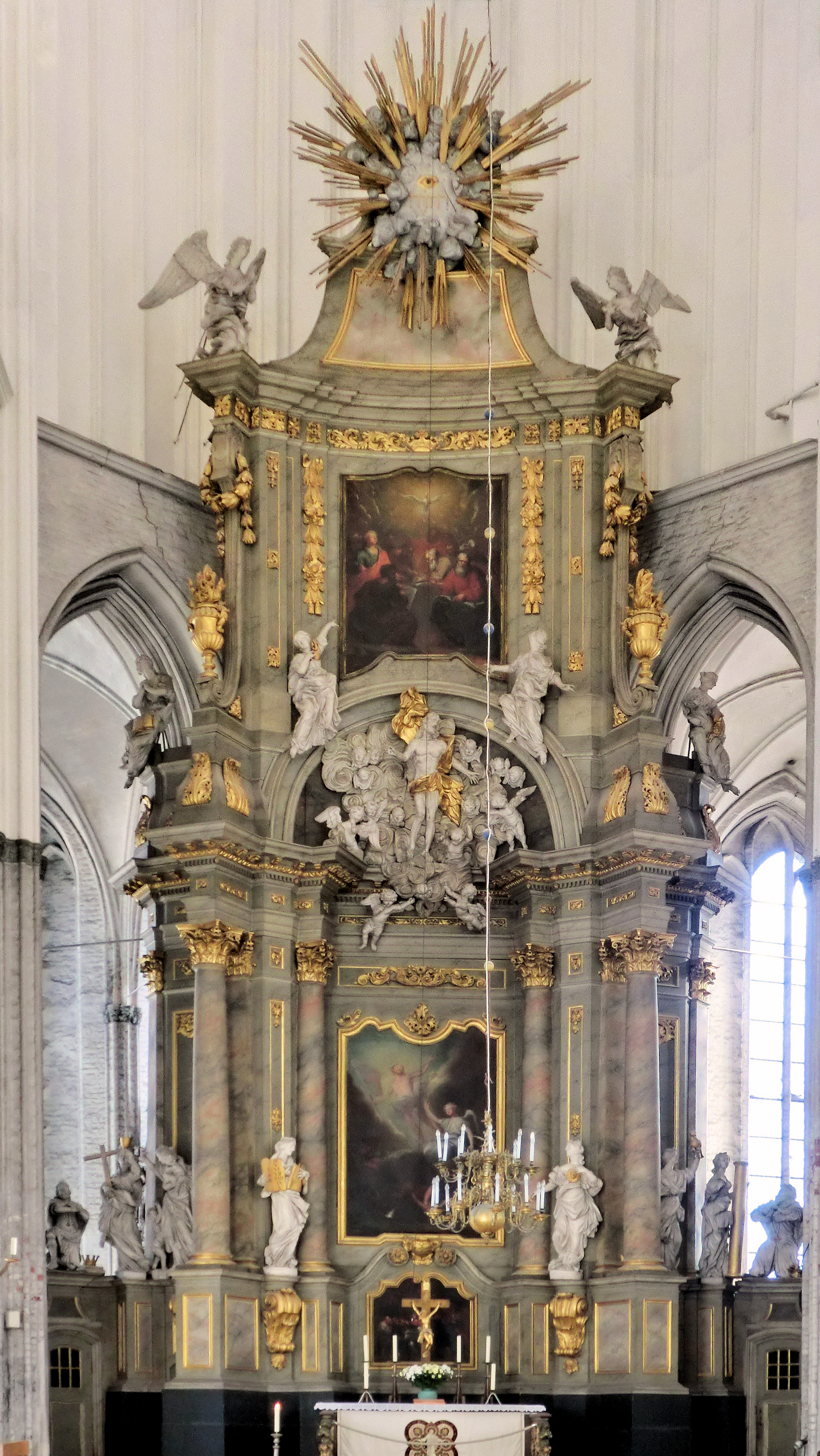
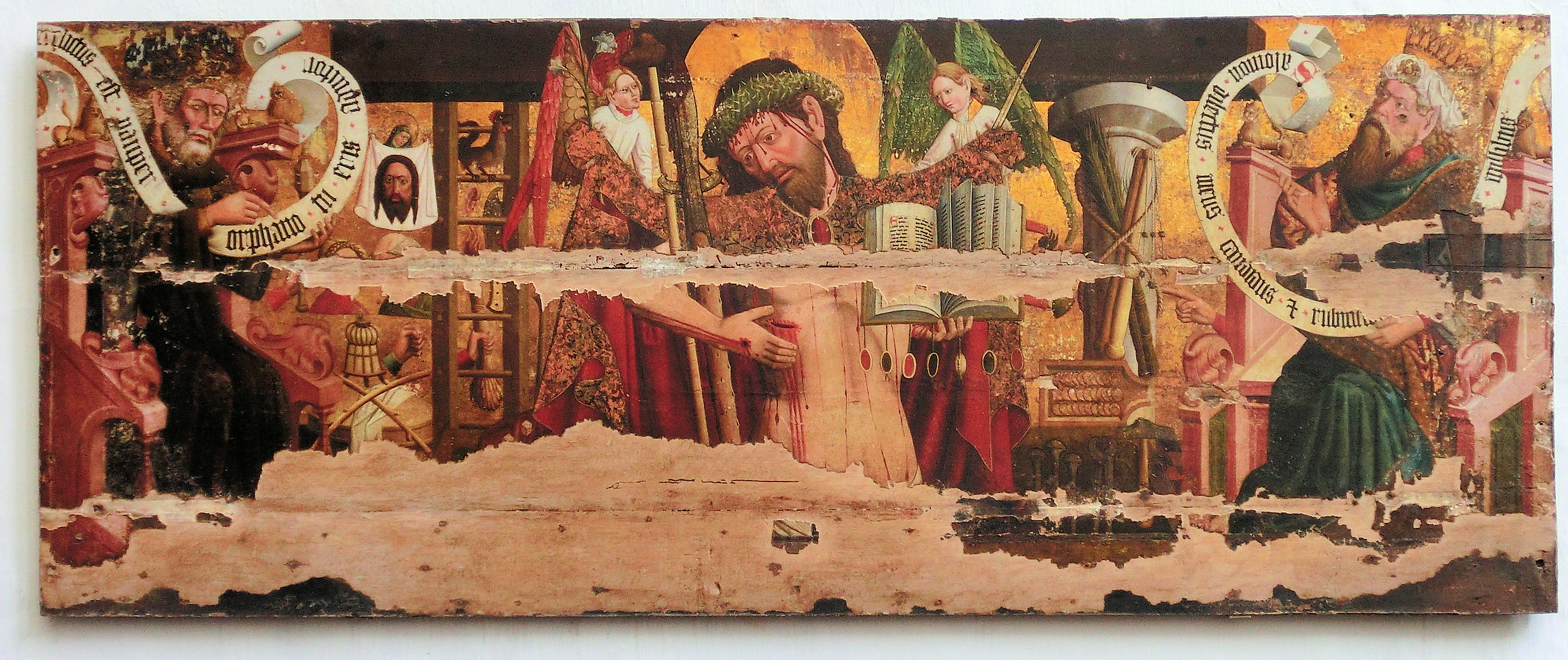
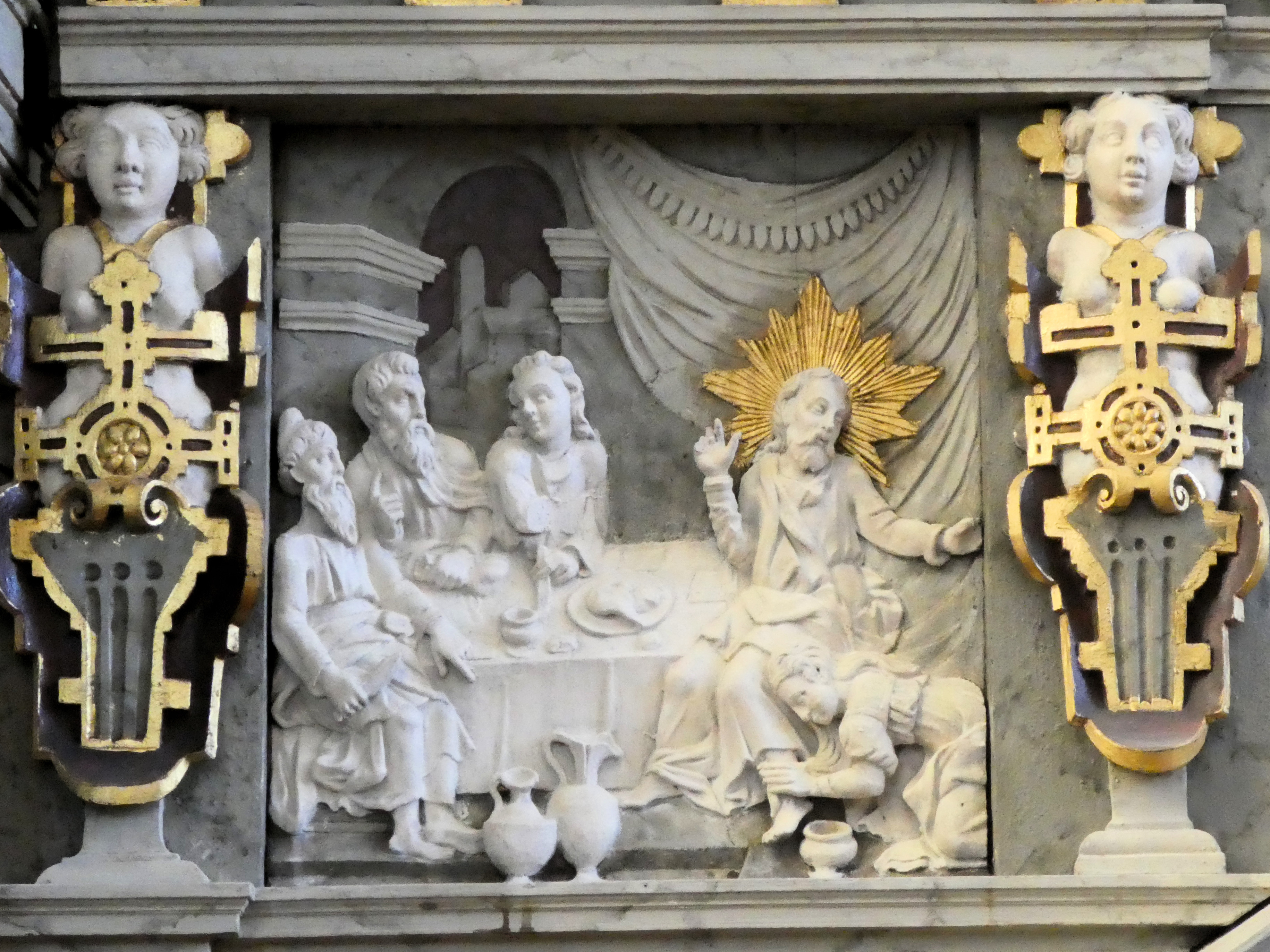
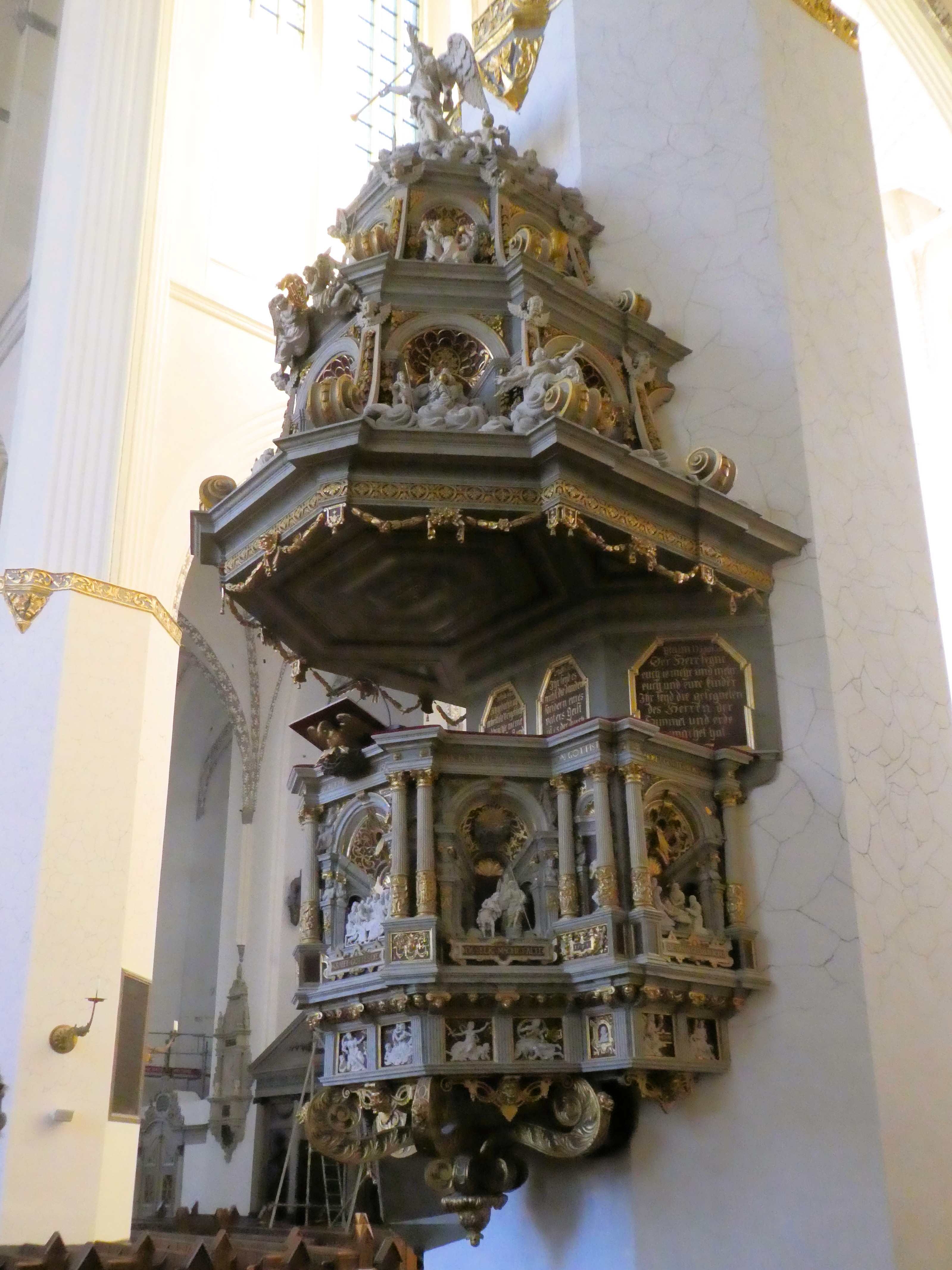
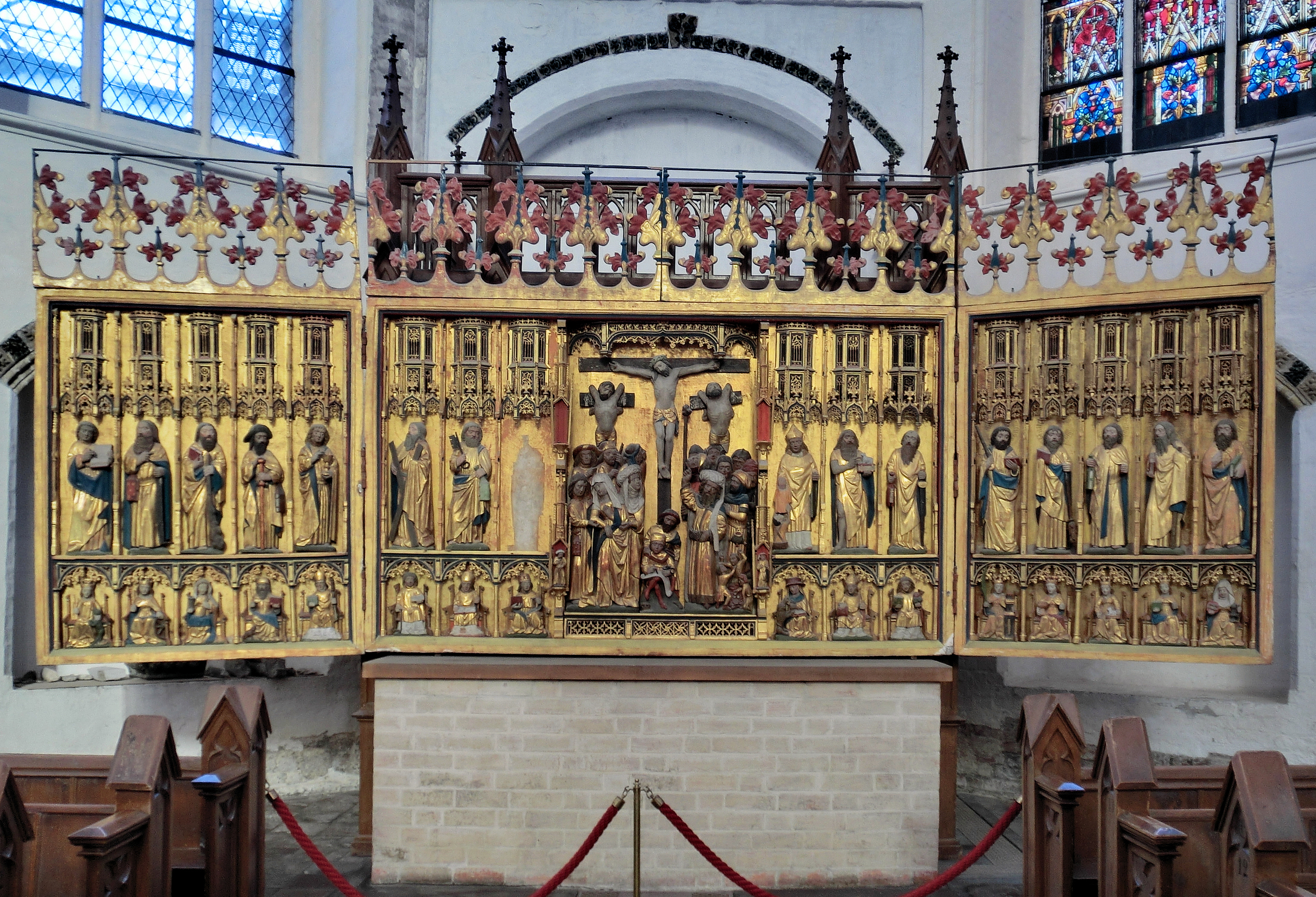
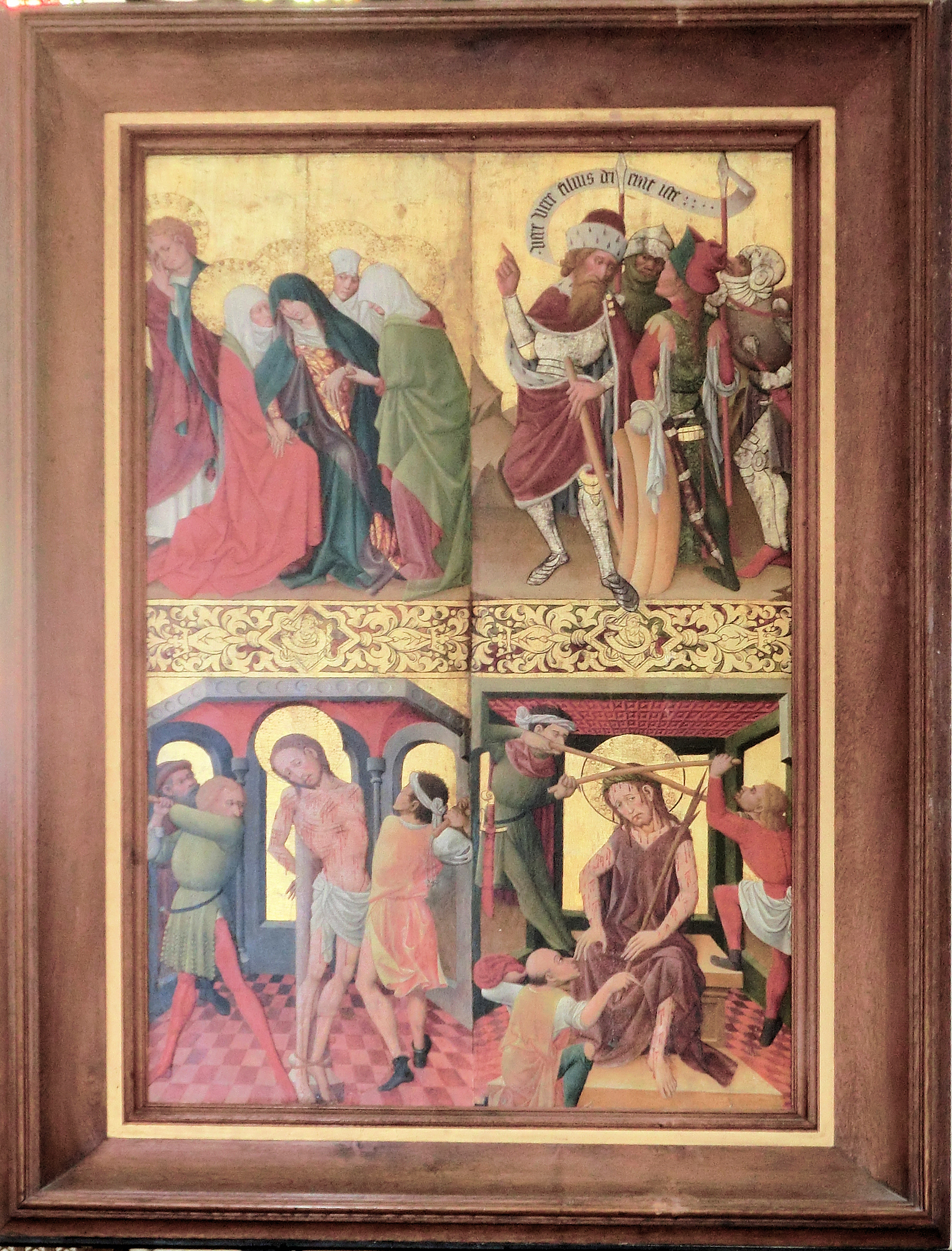
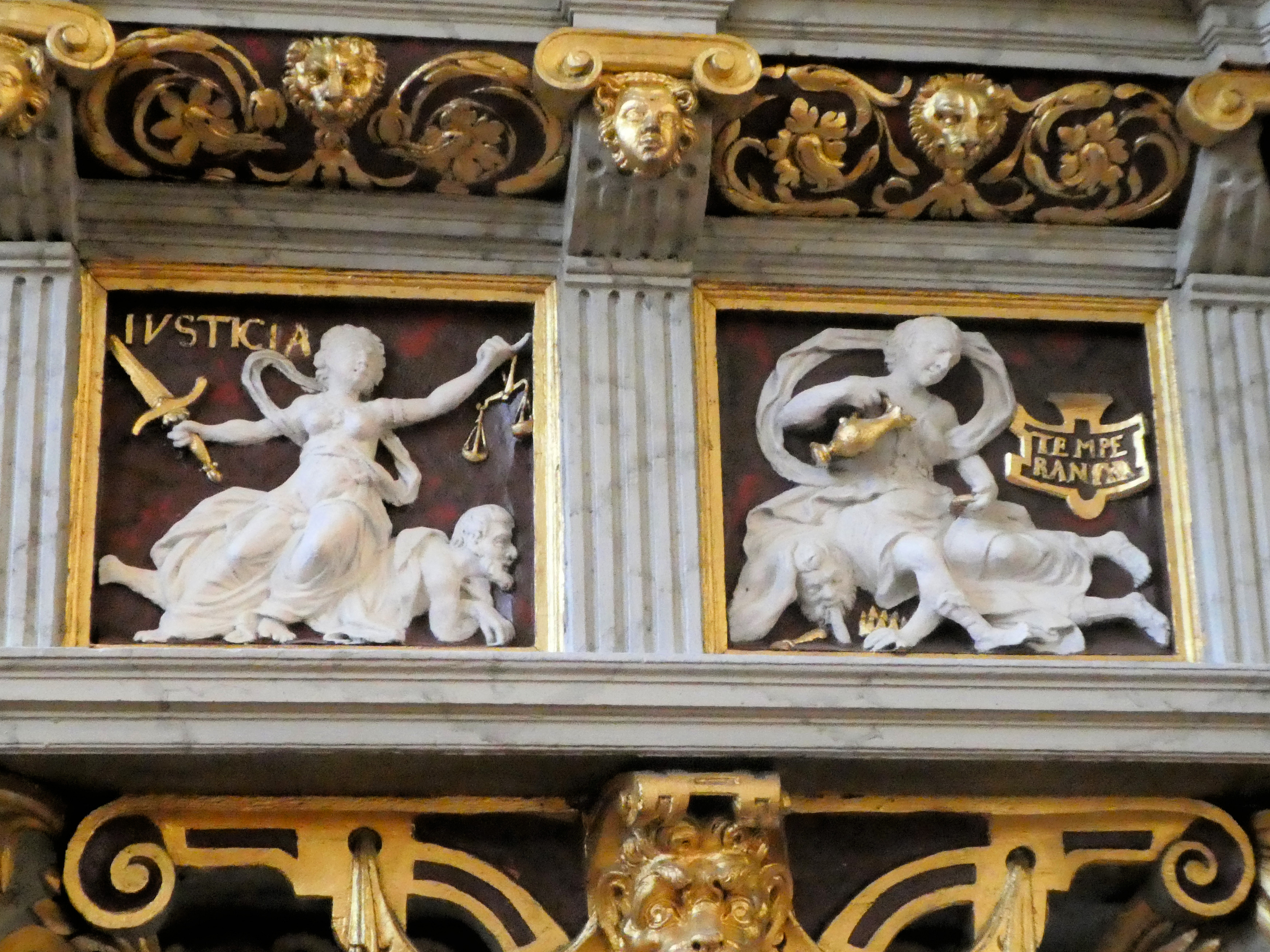
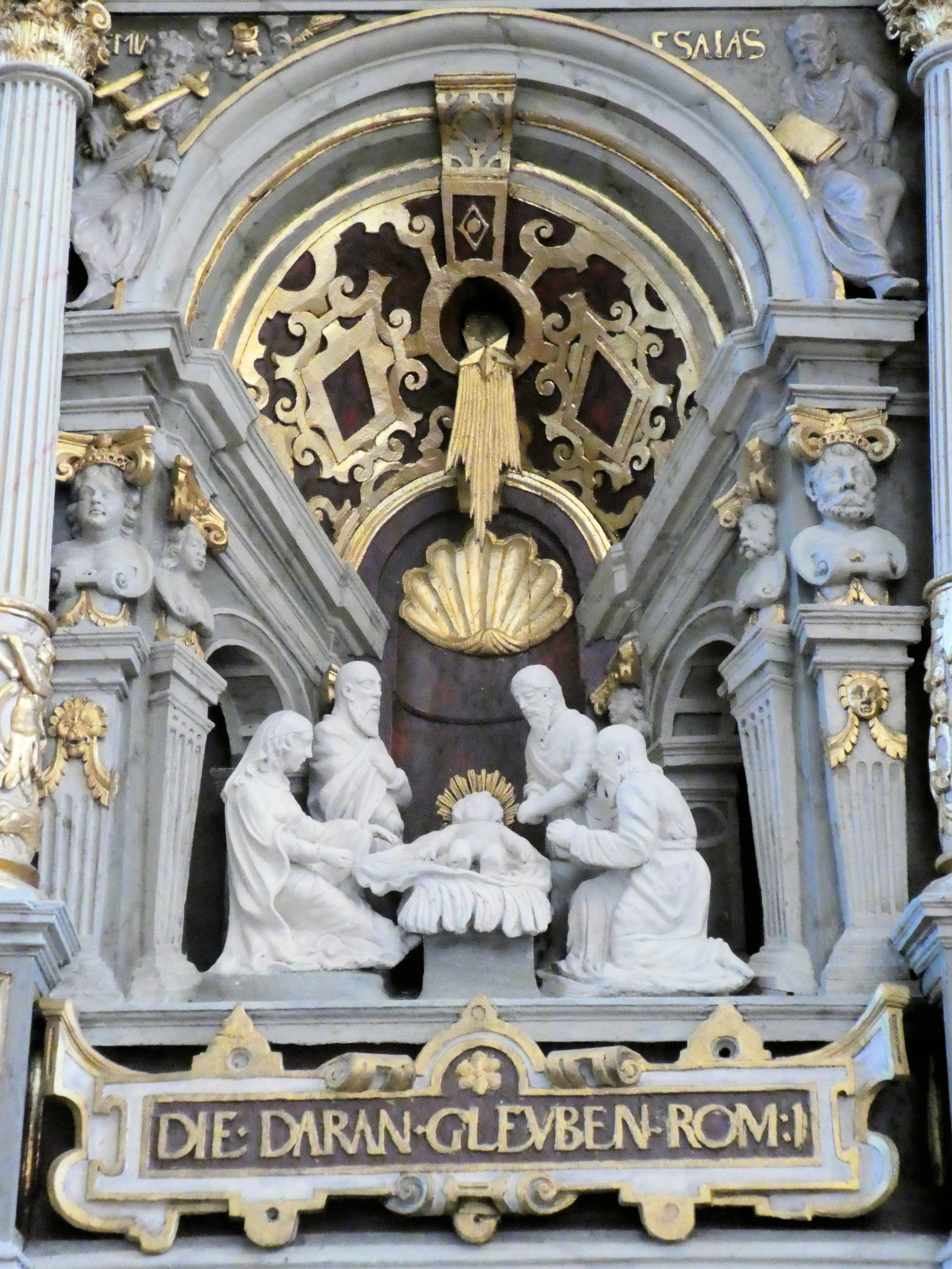
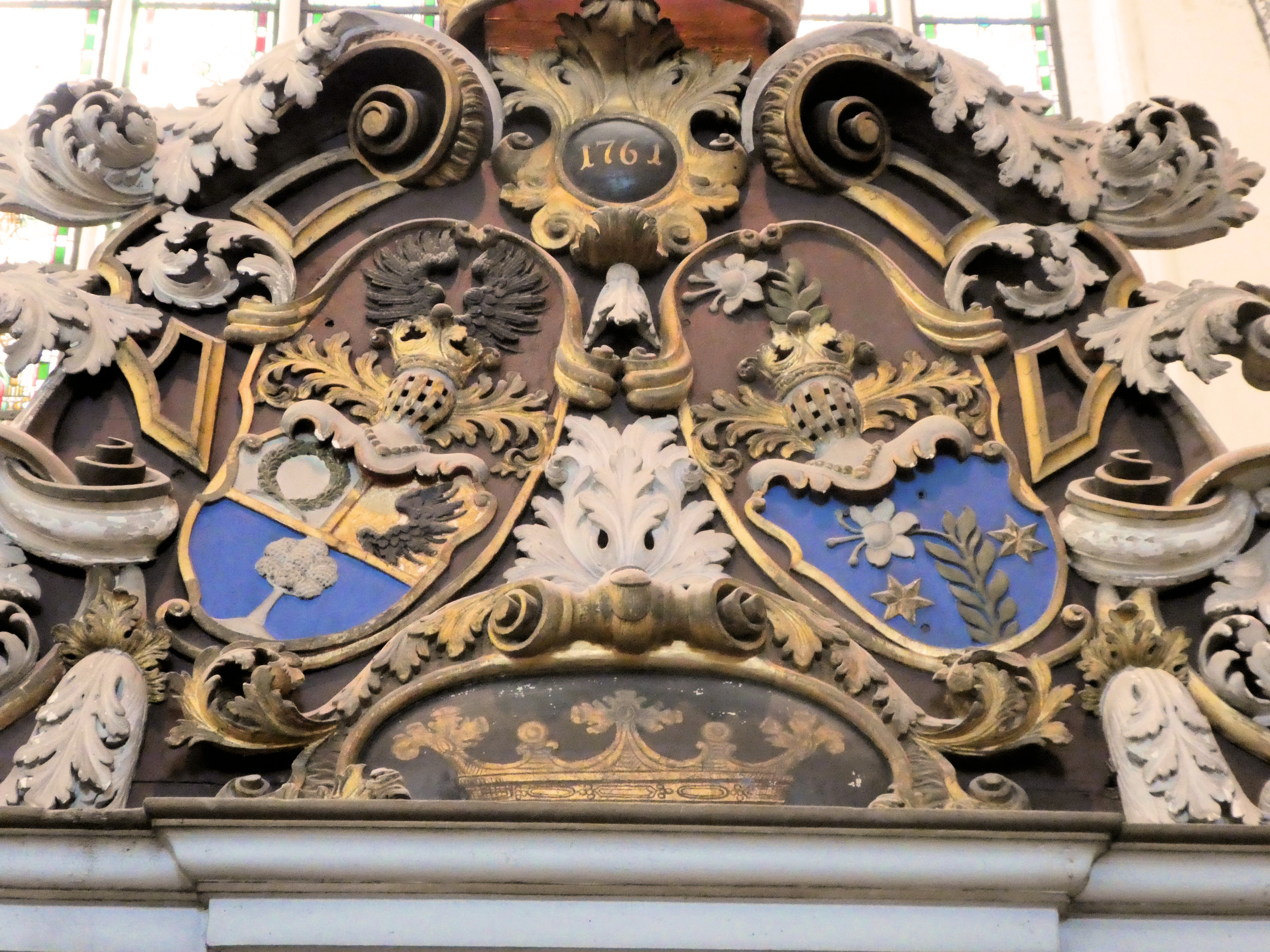
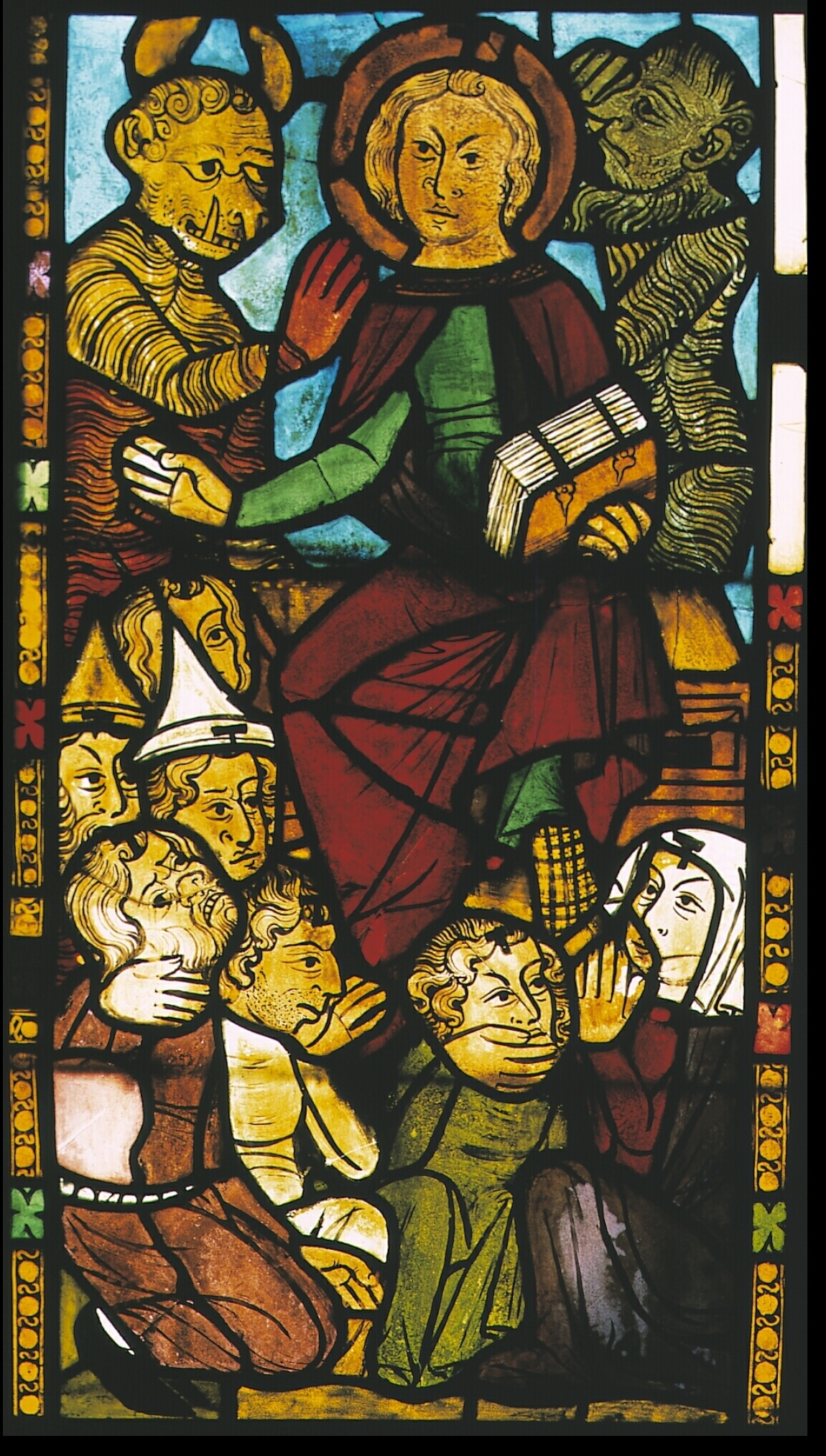
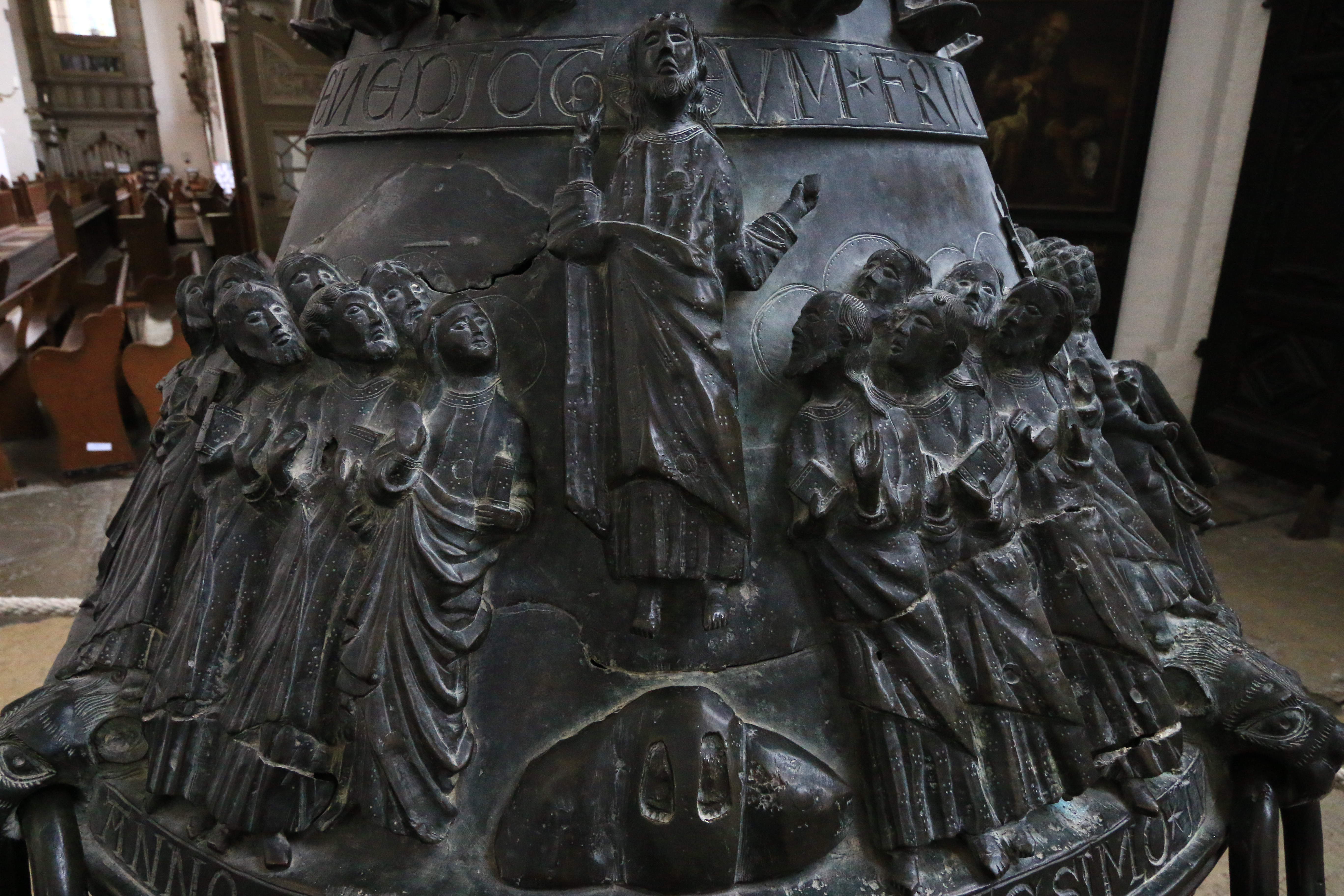